# Wężówka (województwo warmińsko-mazurskie)
Wężówka (niem. Wensowken, 1938-1945 Großbalzhöfen) – wieś w Polsce położona w województwie warmińsko-mazurskim, w powiecie giżyckim, w gminie Wydminy.
W latach 1975–1998 miejscowość administracyjnie należała do województwa suwalskiego.